# Levanjci
Levanjci este o localitate din comuna Destrnik, Slovenia, cu o populație de 146 de locuitori.